# Đorđe Simić
Đorđe S. Simić, en serbe cyrillique Ђорђе C. Симић (né à Belgrade le 28 février 1843 – mort à Zemun, près de Belgrade, le 11 octobre 1921) était un diplomate et un homme politique serbe. Il fut deux fois président du Conseil des ministres du royaume de Serbie.

## Biographie
Đorđe S. Simić effectua ses études secondaires à Belgrade, puis il étudia les sciences politiques à Berlin, Heidelberg et Paris.
Il fut d’abord employé au ministère des Affaires étrangères, puis, de 1867 à 1882, chef du service politique du ministère.
En 1876, il participa à la fondation de la Croix-Rouge serbe. Il en fut le président pendant de nombreuses années.
De 1882 à 1884, il fut envoyé comme consul général de Serbie à Sofia ; de 1887 à 1890, il fut le ministre la Serbie à Saint-Pétersbourg, puis à Vienne de 1890 à 1894.
Du 24 janvier au 3 avril 1894, il cumula les fonctions de Premier ministre et de ministre des Affaires étrangères auprès du roi Alexandre Ier de Serbie.
Après une nouvelle mission diplomatique à Vienne de 1894 à 1896, Simić fut de nouveau nommé Premier ministre et ministre des Affaires étrangères le 27 décembre 1896. Il resta en poste jusqu’au 19 octobre 1897.
En 1901, Đorđe S. Simić devint président du Conseil d’État et sénateur. En tant que ministre de la Serbie, il représenta encore son pays à Constantinople de 1903 à 1906, puis à Vienne de 1906 à 1912.
Simić a traduit des ouvrages de Benjamin Constant en langue serbe.